# Jérôme Mainard
Jérôme Mainard, né le 25 août 1986 à Roanne (Loire), est un coureur cycliste français.

## Biographie
Au cours de sa carrière, il a accumulé plusieurs Top 10 sur des épreuves de l'UCI Europe Tour, terminant 3e de la 1re étape du Tour de la Vallée d'Aoste en 2010, 10e de la 2e étape du Tour du Gévaudan Languedoc-Roussillon en 2011, 8e de la 2e étape de cette même épreuve en 2012, 7e de la 4e étape du Rhône-Alpes Isère Tour en 2012. Notons également sa 11e place sur le GP Oued Eddahab en 2010, épreuve comptant pour le calendrier UCI Africa Tour. En 2013, il termine 7e du Tour de Berne, 5e de la 2e étape du Rhône-Alpes Isère Tour, 3e de la 3e étape et 9e de la 4e étape du Tour Alsace et 14e du classement général de cette même épreuve. En 2014, il termine 9e du Tour de Berne. 
En 2015, Jérôme Mainard devient coureur professionnel au sein de l'équipe continentale française Armée de terre.
Fin 2016, il est conservé par ses dirigeants.

## Palmarès sur route
- 2006
  - 3e de Jalesches-Huriel
- 2008
  - 2e étape du Triptyque Huriel-Domérat-Désertines
  - 2e étape du Tour du Chablais
  - 2e du Grand Prix des Foires d'Orval
- 2009
  - La Commentryenne
  - Tour de la Creuse
  - Grand Prix de Violay
  - 2e du Grand Prix de Vougy
  - 2e du Tour du Canton de Châteaumeillant
- 2010
  - Tour Nivernais Morvan
  - Grand Prix de Vougy
  - 4e étape du Tour d'Auvergne
  - 2e étape de la Classic Désertines-Huriel (contre-la-montre)
  - 2e du Tour du Chablais
  - 2e du Circuit des Monts du Livradois
  - 2e de la Classic Désertines-Huriel
  - 3e de La Commentryenne
  - 3e du Grand Prix de Puy-l'Évêque
- 2011
  - Souvenir Danielle-Masdupuy
  - 2e étape du Tour du Pays de Gex-Valserine
  - 2e du Tour de la Creuse
  - 2e du Grand Prix du Cru Fleurie
  - 2e du Tour du Pays de Gex-Valserine
  - 3e du Trophée des Châteaux aux Milandes
  - 3e du Grand Prix de Vassivière
- 2012
  - Souvenir René-Jamon
  - Circuit des Deux Ponts
  - Grand Prix de Chardonnay
  - Critérium de Briennon
  - Grand Prix des Fêtes de Cénac-et-Saint-Julien
  - Tour du Pays de Gex-Valserine
  - Tour du Piémont pyrénéen
  - Grand Prix de Nandax
  - 4e étape du Tour d'Auvergne
  - 2e du Souvenir Danielle-Masdupuy
  - 2e du Tour du Chablais
  - 2e du Tour d'Auvergne
  - 2e des Boucles du Causse Corrézien
  - 2e du Tour de Dordogne
  - 2e du Grand Prix de Saint-Symphorien-sur-Coise
  - 3e du championnat de Rhône-Alpes
  - 3e de La Commentryenne
  - 3e du Grand Prix de Vougy
  - 3e de La Durtorccha
- 2013
  - Prix de La Charité-sur-Loire
  - Prix de la Saint-Leu
  - Grand Prix de Fourneaux
  - Grand Prix des Foires d'Orval
  - Souvenir Danielle-Masdupuy
  - 2e du Tour du Chablais
  - 2e du Circuit de Saône-et-Loire
  - 2e du Critérium de Briennon
  - 3e du Grand Prix du Cru Fleurie
  - 3e du Grand Prix de Saint-Symphorien-sur-Coise
  - 3e du Grand Prix Serra-Delorme
- 2014
  - Grand Prix de Saint-Saulge
  - 5e étape du Tour de Franche-Comté
  - Grand Prix de Vougy
  - Grand Prix des Foires d'Orval
  - Grand Prix de Saint-Étienne Loire
  - 2e du championnat de France sur route amateurs
  - 2e du championnat de Rhône-Alpes du contre-la-montre
  - 2e du Grand Prix de la Soierie à Charlieu
  - 2e du Circuit des Deux Ponts
  - 3e du Prix des Vins Nouveaux
  - 3e du Grand Prix des Grattons
  - 3e du Tour du Charolais
  - 3e du Circuit du Viaduc
  - 3e du Prix du Comice Agricole
  - 3e du Challenge du Boischaut-Marche
- 2015
  - 2e de Vassivière-Feytiat
- 2017
  - 3e du Rhône-Alpes Isère Tour
  - 3e du Grand Prix des Grattons
- 2019
  - Le Poinçonnet-Limoges
  - 3e du Tour du Canton de l'Estuaire

## Classements mondiaux
| Année                                 | 2008  | 2009 | 2010  | 2011 | 2012 | 2013 | 2014 | 2015 | 2016  | 2017 | 2018  |
| ------------------------------------- | ----- | ---- | ----- | ---- | ---- | ---- | ---- | ---- | ----- | ---- | ----- |
| Classement mondial                    |       |      |       |      |      |      |      |      | 1728e | 675e | 1996e |
| UCI Europe Tour                       | 1077e | nc   | 1186e | nc   | nc   | 878e | nc   | 535e | 1147e | 400e | 1334e |
|                                       |       |      |       |      |      |      |      |      |       |      |       |
| Légende : nc = non classéSource : UCI |       |      |       |      |      |      |      |      |       |      |       |